# Išvara
Išvara (Sanskrit: ईश्वर, IAST: Īśvara) koncept je u hinduizmu, sa širokim rasponom značenja koja zavise od ere i škole hinduizma. U drevnim tekstovima indijske filozofije, Išvara, u zavisnosti od konteksta, može značiti vrhovnu dušu, vladara, gospodara, kralja, kraljicu ili muža. U srednjovekovnim hinduističkim tekstovima, Išvara, u zavisnosti od škole hinduizma, znači Bog, Vrhovno biće, lični bog ili specijalno Ja.
U šivizmu i za mnoge hinduse, Išvara je sinonim za „Šiva”, ponekad kao Mahešvara ili Paramešvara što znači „Vrhovni gospodar“, ili kao Išta-deva (lični bog). Slično kao kod višnuista i mnogih Hindusa, to je sinonim za Krišnu ili Višnu U tradicionalnim baktijskim pokretima, Išvara je jedno ili više božanstava individualne preferencije iz hinduističkog politeističkog kanona božanstava. U modernim sektaškim pokretima, poput Arije Samaja i brahmoizma, Išvara poprima oblik monoteističkog Boga. U školi jogijskog hinduizma, to je bilo koje od „ličnih božanstava” ili „duhovna inspiracija”.

## Etimologija
Koren reči Išvara potiče od īś- (ईश, Ish) što znači „sposoban za” i „vlasnik, vladar, poglavar”. Drugi deo reči Išvara je vara što znači u zavisnosti od konteksta „najbolji, odličan, lep”, „izbor, želja, blagoslov, blagodat, poklon” i „udvarač, ljubavnik, đuvegija“. Kompozitna reč, Išvara doslovno znači „vlasnik najboljeg, lepog”, „vladar izbora, blagoslova, blagodati” ili „šef udvarača, ljubavnika”.
Kao koncept, Išvara u drevnim i srednjovekovnim sanskritskim tekstovima, na različite načine znači Bog, Vrhovno biće, Vrhovna duša, gospodar, kralj ili vladar, bogat ili imućan čovek, bog ljubavi, božanstvo Šiva, jedan od Rudri, princ, muž i broj jedanaest.
Reč Īśvara se ne javlja u Rigvedi. Međutim, glagol īś- se pojavljuje u Rig vedi, gde kontekst sugeriše da je značenje „sposobаn, kadar”. U Samavedi je reč odsutna, retko se javlja u Atarvavedi, a pojavljuje se u Jajurvedinoj Samhiti. Kontekstualno značenje, kako to objašnjava drevni indijski gramatičar Panini, nije ni bog ni vrhovno biće.
Reč Išvara pojavljuje se u brojnim drevnim Darmasutrama. Međutim, Patrik Olivel tvrdi da tamo Išvara ne znači Bog, već znači Vede. Dešpande navodi da bi Išvara u Darmasutrama može alternativno da znači kralj, s tim što kontekst doslovno tvrdi da su „Darmasutre jednako važne kao i Išvara (kralj) u stvarima od javnog značaja”.
U šiviznim tradicijama hinduizma, ovaj termin se koristi kao deo kompozita „Mahešvara” („veliki gospod”) kao naziv za Šivu. U mahajanskom budizmu koristi se kao deo kompozita „Avalokitešvara” („gospod koji čuje vapaje sveta”), ime bodisatve poštovano zbog svog saosećanja. Kada se odnosi na božanstvo u ženskom rodu, posebno u šaktizmu, ponekad se koristi i ženski oblik Īśvarī.
U školi Advajta Vedanta, Išvara je monistički Univerzalni apsolut koji povezuje i predstavlja jedinstvo u svima i svemu.

## Škole mišljenja
Među šest sistema hinduističke filozofije, samkja i mimamsa ne koriste pojam Išvara, i.e. vrhovno biće. Jogijske, vajšeške, vedantske i njajske škole hinduizma diskutuju o Išvari, ali dodeljuju tom terminu različita značenja.
Desmarajs kaže da je Išvara metafizički koncept u Jogasutrama. On se nigde ne spominje kao božanstvo, niti se spominju bilo kakve pobožne prakse (Bakti), niti se Išvari daju karakteristike koje su obično povezane sa božanstvom. U jogijskoj školi hinduizma, prema Vičerovom tvršenju Išara nije Bog stvaralac, niti je univerzalni Apsolut hinduističke škole Advajta Vedanta. Vičer takođe primećuje da neke teističke podškole vedantske filozofije hinduizma, inspirisane jogijskom školom, objašnjavaju termin Išvara kao „Vrhovno biće koje vlada nad kosmosom i individualizovanim bićima”. Malinar navodi da Išvara u školama hinduizma Samkja-Joge nije ni stvoritelj, niti Bog spasitelj.
Cimer je u svojoj knjizi o indijskim filozofijama iz 1951. godine napomenuo da baktijske podškole pominju Išvaru kao Božanskog gospodara, ili božanstvo specifične baktijske podškole. Savremeni sektaški pokreti ističu Išvara kao vrhovnog Gospodara; na primer, pokret Hare Krišna smatra da je Krišna Gospod. Pokreti Arije Samaja i bramoizam - pod uticajem hrišćanskih i islamskih pokreta u Indiji - konceptualizuju Išvara kao monoteističkog svemogućeg Gospoda. U tradicionalnim teističkim podškolama hinduizma, poput Višištadvajta Vedante od Ramanudže i Dvajta Vedanta od Madvave, Išvara se identifikuje kao gospod Višnu/Narajana, što je različito od prakrtija (materijalnog sveta) i puruše (duše, duha).
Radakrišnan i Mur tvrde da su ove varijacije u Išvara konceptu u skladu sa hinduističkim pojmom „ličnog Boga”, gde su „ideali ili manifestacije najviših sopstvenih vrednosti pojedinca koje se cene”. Rip i drugi, navode da škole hinduizma ostavljaju pojedincu slobodu i izbor konceptualizacije Išvare na bilo koji smislen način koji želi, bilo u obliku „božanstva po vlastitom izboru” ili „bezobličnog Brahmana (apsolutna stvarnost, univerzalno načelo, istinsko posebno Ja)”.

## Literatura
- Clément, Élisabeth; Demonque, Chantal; Hansen-Løve, Laurence;  . (2011). „absolu”.  Ур.: Hansen-Løve, Laurence. La philosophie de A à Z (на језику: француски). Paris: Hatier. стр. 11. ISBN 978-2-218-94735-3. OCLC 795416746.
- Sprigge, T. L. S. (1998). Routledge Encyclopedia of Philosophy. Taylor and Francis. doi:10.4324/9780415249126-N001-1.
- Copleston, Frederick Charles (1963). History of Philosophy: Fichte to Nietzsche. Paulist Press. стр. 166—180. ISBN 978-0-8091-0071-2.
- Heidegger, Martin (2002). Heidegger: Off the Beaten Track. Cambridge University Press. стр. 97—98. ISBN 978-0-521-80507-0.
- Copleston, Frederick Charles (2003). 18th and 19th Century German Philosophy. A&C Black. стр. 173—174. ISBN 978-0-8264-6901-4.
- Nakamura, Hajime (1964). The Ways of Thinking of Eastern Peoples: India-China-Tibet-Japan. University of Hawaii Press. стр. 53—57. ISBN 978-0-8248-0078-9.
- Umehara, Takeshi (1970). „Heidegger and Buddhism”. Philosophy East and West. 20 (3): 271—281. JSTOR 1398308. doi:10.2307/1398308.
- Orru, Marco; Wang, Amy (1992). „Durkheim, Religion, and Buddhism”. Journal for the Scientific Study of Religion. 31 (1): 47—61. JSTOR 1386831. S2CID 144043208. doi:10.2307/1386831.
- Williams, Paul (2002). Buddhist Thought: A Complete Introduction to the Indian Tradition. стр. 146—148.
- Richards, Glyn (1995). „Modern Hinduism”. Studies in Religion. Palgrave Macmillan. стр. 117—127. ISBN 978-1-349-24149-1. doi:10.1007/978-1-349-24147-7_9.
- Chaudhuri, Haridas (1954). „The Concept of Brahman in Hindu Philosophy”. Philosophy East and West. 4 (1): 47—66. JSTOR 1396951. doi:10.2307/1396951.
- Simoni-Wastila, Henry (2002). „Māyā and radical particularity: Can particular persons be one with Brahman?”. International Journal of Hindu Studies. Springer. 6 (1): 1—18. S2CID 144665828. doi:10.1007/s11407-002-0009-5.
- Dalal, Roshen (2010b). Hinduism: An Alphabetical Guide. New Delhi: Penguin Books India. ISBN 978-0-14-341421-6.
- Jacobsen, Knut A.;  ., ур. (2009—2015). Brill's Encyclopedia of Hinduism. 1—6. Leiden: Brill. ISBN 9789004271289.
  - Vol. 1: Regions, Pilgrimage, Deities (2009).
  - Vol. 2: Sacred Languages, Ritual Traditions, Arts, Concepts (2010).
  - Vol. 3: Society, Religious Professionals, Religious Communities, Philosophies (2011).
  - Vol. 4: Historical Perspectives, Poets/Teachers/Saints, Relation to Other Religions and Traditions, Hinduism and Contemporary Issues (2012).
  - Vol. 5: Symbolism, Diaspora, Modern Groups and Teachers (2013).
  - Vol. 6: Indices (2015).
- Jain, Pankaj; Sherma, Rita; Khanna, Madhu, ур. (2018). „Hinduism and Tribal Religions”. Swaminarayan. Encyclopedia of Indian Religions. Encyclopedia of Indian Religions. Dordrecht: Springer Netherlands. стр. 1—6. ISBN 978-94-024-1036-5. doi:10.1007/978-94-024-1036-5_541-1.
- Johnson, W. J. (2009). A Dictionary of Hinduism. Oxford: Oxford University Press. ISBN 978-0-19-861025-0.
- Jones, Constance A.; Ryan, James D. (2007). Encyclopedia of Hinduism. Encyclopedia of World Religions. J. Gordon Melton, Series Editor. New York: Facts On File. ISBN 978-0-8160-5458-9. Архивирано из оригинала 2. 4. 2020. г.
- Klostermaier, Klaus K. (1998). A Concise Encyclopedia of Hinduism. London: Oneworld Publications. ISBN 978-1-78074-672-2.
- Potter, Karl H., ур. (1970—2019). Encyclopedia of Indian Philosophers. 1—25. Delhi: Motilal Banarsidass. Архивирано из оригинала 1. 2. 2022. г. Приступљено 16. 2. 2022.  Ongoing monographic series project.
- Werner, Karel (1997). A Popular Dictionary of Hinduism (Rev. изд.). Surrey: Curzon Press. ISBN 0-7007-1049-3.
- Flood, Galvin D. (1996). An Introduction to Hinduism. London: Cambridge University Press. ISBN 978-0-521-43878-0. Архивирано из оригинала 29. 11. 2016. г. Приступљено 19. 2. 2022.
- Fowler, Jeaneane D. (1997). Hinduism: Beliefs and Practices. Sussex Academic Press. ISBN 978-1-898723-60-8.
- Klostermaier, Klaus K. (2007). Hinduism: A Beginner's Guide. Oneworld Publications. ISBN 978-1-78074-026-3. Архивирано из оригинала 29. 12. 2020. г.
- Knott, Kim (1998). Hinduism: A Very Short Introduction. New York: Oxford University Press. ISBN 978-0-19-160645-8. Архивирано из оригинала 29. 12. 2020. г.
- Chattopadhyaya, D. P. (ур.). History of Science, Philosophy and Culture in Indian Civilization. 1—15. Delhi: Centre for Studies in Civilizations.
- Basham, Arthur Llewellyn (1954). The Wonder That Was India: A Survey of the Culture of the Indian Sub-Continent Before the Coming of the Muslims. London: Sidgwick & Jackson.
- Parpola, Asko (2015). The Roots of Hinduism. The Early Aryans and the Indus Civilization. Oxford University Press. ISBN 978-0-19-022693-0.
- Samuel, Geoffrey (2010). The Origins of Yoga and Tantra. Indic Religions to the Thirteenth Century. Cambridge University Press.
- Dasgupta, Surendranath (1922—1955). A History of Indian Philosophy. 1—5. London: Cambridge University Press. Vol. 1 | Vol. 2 | Vol. 3 | Vol. 4 | Vol. 5.
- Radhakrishnan, Sarvepalli (1923—1927). Indian Philosophy. 1—2. Oxford: Oxford University Press.
- Klostermaier, Klaus K. (2010). A Survey of Hinduism (3rd изд.). New York: SUNY Press. ISBN 978-0-7914-8011-3.
- Flood, Gavin, ур. (2003). Blackwell companion to Hinduism. Blackwell Publishing. ISBN 978-0-631-21535-6.
- Richards, Glyn, ур. (1985). A Sourcebook of Modern Hinduism. London: Curzon Press. стр. 212. ISBN 978-0-7007-0173-5.

## Spoljašnje veze
- „Human Nature and the Purpose of Existence”. Patheos.com. Приступљено 2011-01-29.